# Gadoxetaat
Gadoxetaat dinatrium is een contrastmiddel voor magnetische resonantie-beeldvorming. Het is een van de paramagnetische gadoliniumverbindingen die hiervoor gebruikt worden. Het is het natriumzout van een complex van het gadolinium3+-ion met EOB-DTPA (ethoxybenzyl-di-ethyleentriaminepenta-azijnzuur). Het CAS-nummer van dit complex is 135326-11-3.
Het is een middel van Bayer Schering Pharma, met als merknamen Primovist, EOB Primovist in Japan en Eovist in de Verenigde Staten.
Het is een orgaanspecifiek contrastmiddel, dat geschikt is voor de detectie en karakterisering van leverbeschadigingen (leverlaesies). Het wordt goed opgenomen door gezonde levercellen die een hoger contrast verkrijgen t.o.v. beschadigd weefsel, zoals uitzaaiingen en kankers.
Het wordt intraveneus toegediend. De aanbevolen dosis is 0,1 ml/kg lichaamsgewicht. Bij patiënten met ernstige nierinsufficiëntie is voorzichtigheid geboden omdat ze de stof moeilijk kunnen uitscheiden en de mogelijkheid van een toxische reactie (nefrogene systemische fibrose) bestaat.